# جبل إريباص
جبل إريباص (بالإنجليزية: Mount Erebus)‏ هو ثاني أعلى بركان في القارة القطبية الجنوبية، وأقرب براكين الأرض إلى القطب الجنوبي. يعتبر هذا البركان سادس أعلى قمة جبلية في جزيرة على الأرض. يقعُ الجبل على جزيرة روز في أنتاركتيكا، ويبلغ ارتفاع قمته 3,794، وتقعُ فيه ثلاثة براكين خامدة. بدأ النشاط البركاني في جبل إريباص منذ حوالي 1.3 ملايين سنة مضت، ولقيمته العلمية فقد بنى معهد نيو مكسيكو للتعدين والتكنولوجيا مرصداً لدراسته أكثر.

## معرض صور

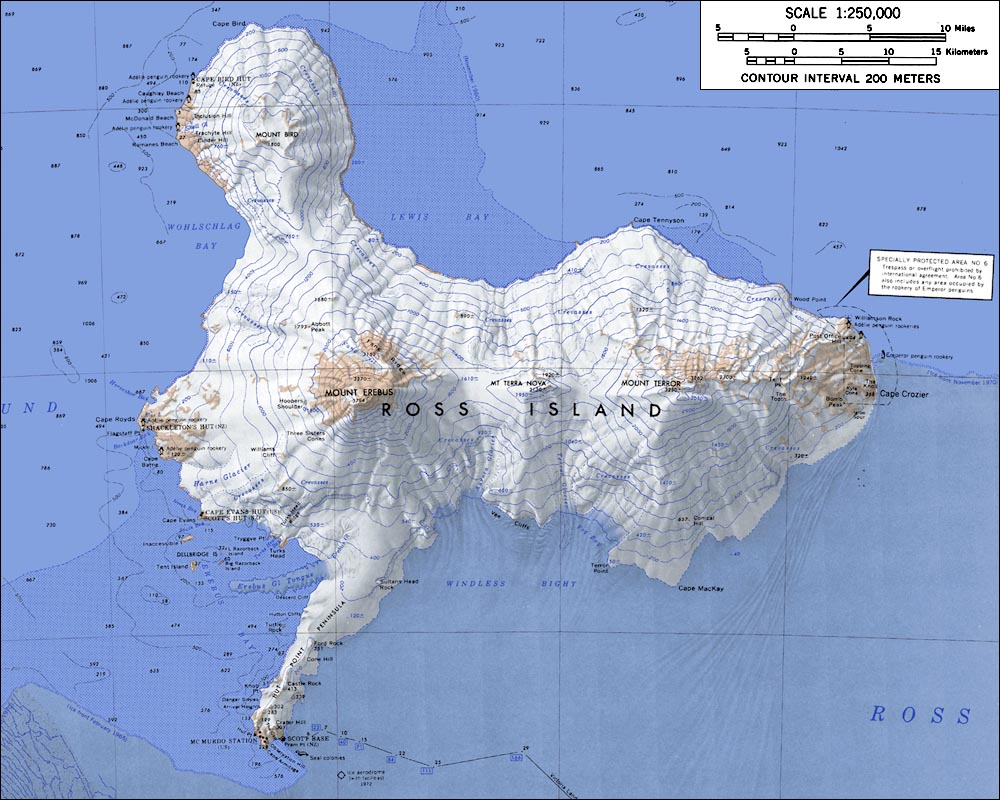
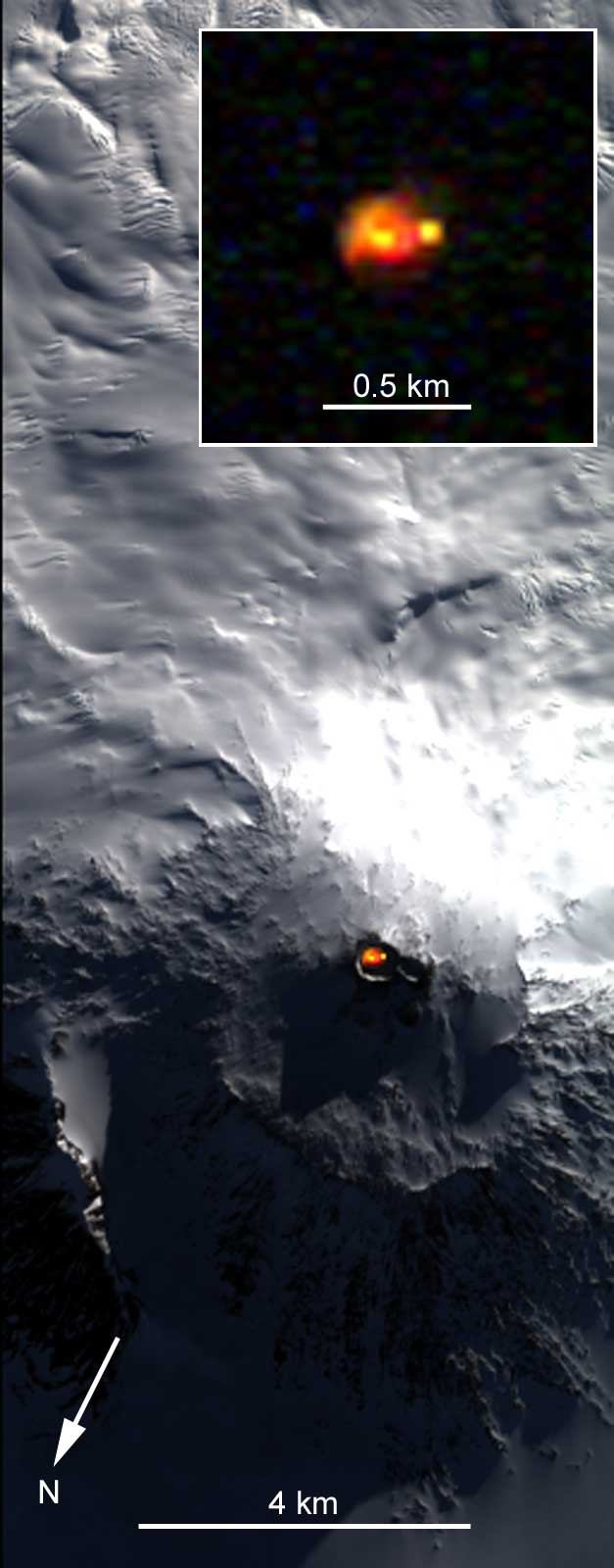
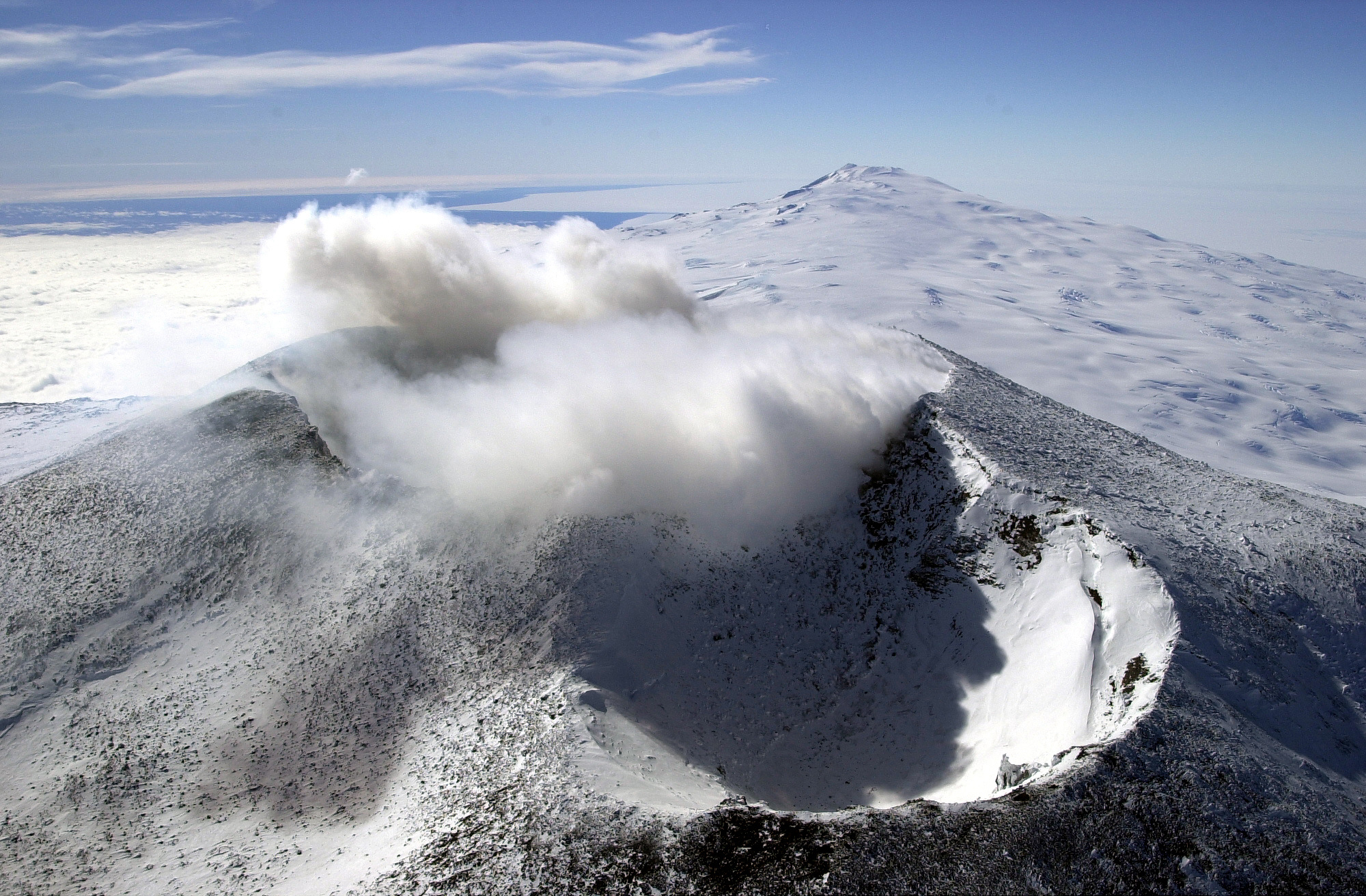
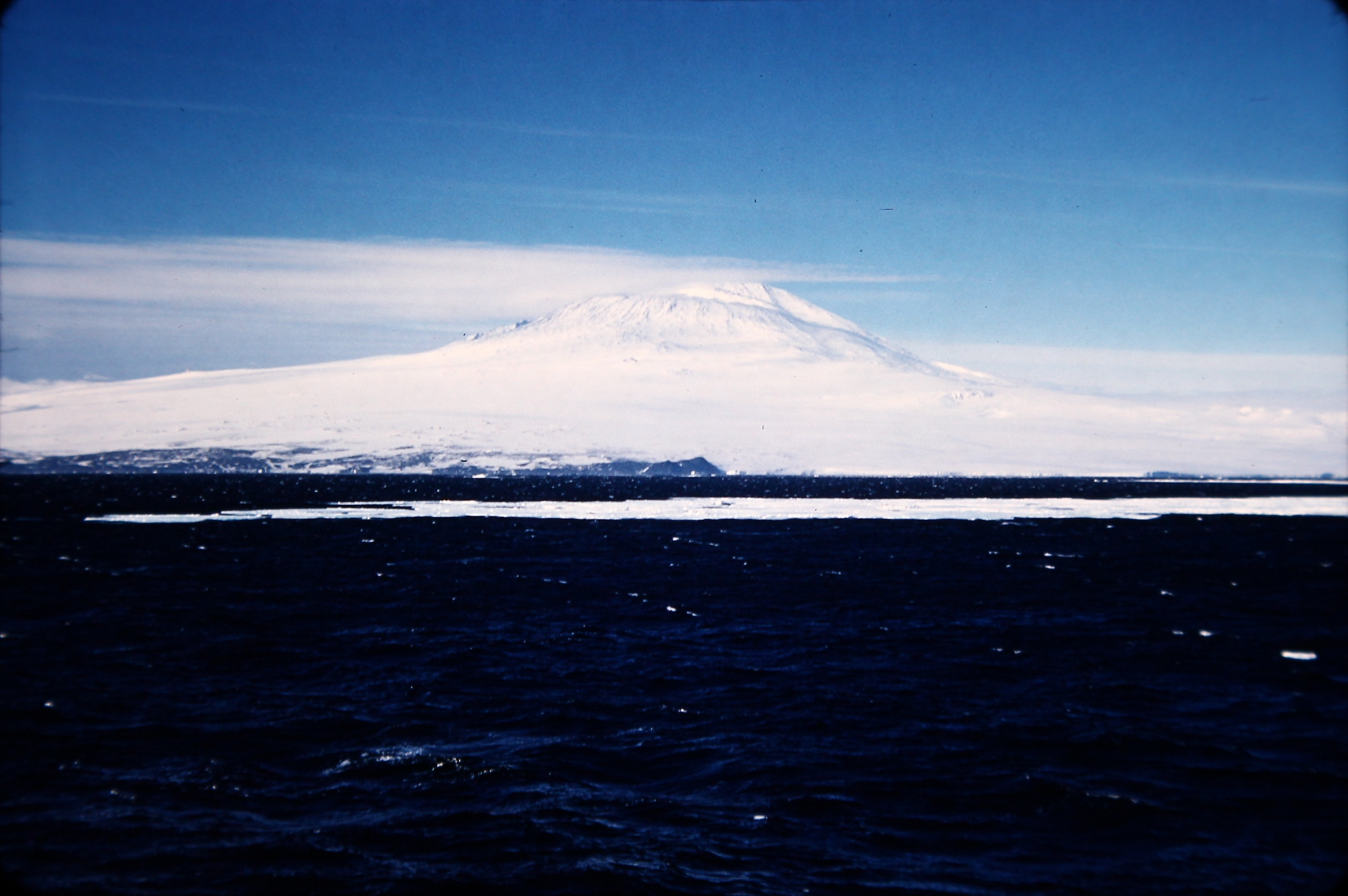